# Américo Fiaschi
Américo Tilly Fiaschi, ou somente Américo Fiaschi, como era conhecido (São Carlos, 1896 -?) foi um ex-futebolista brasileiro. Atuava em campo como ponta-direita (posição atualmente conhecida como atacante) e se consagrou jogando pelo Corinthians e pelo Palmeiras. Não se sabe ao certo quando foi a data do nascimento de Américo Fiaschi (embora suponhamos que nasceu em 1896 em São Carlos). Depois da aposentadoria no futebol morou em Santos, mas é desconhecida a data e o local de sua morte.

## Carreira

### Características de seu futebol
Suas características marcantes eram seus passes precisos, chutes fortes e seus cruzamentos precisos para atingir o gol adversário. Seu faro para gols também era uma qualidade importante de seu futebol, embora já tenha ficado várias partidas sem marcar, visto que fazia mais o papel de segundo atacante, sempre visando dar assistencias.

### União Lapa
Américo começou sua carreira de futebolista jogando pela União Lapa. Aliás, o primeiro jogo de toda a história do Corinthians, que aconteceu no dia 10 de setembro de 1910, foi contra a União Lapa, time pelo qual Américo atuava na época. O Corinthians perdeu por 1 a 0. Não se sabe ao certo quem marcou o gol da vitória da União Lapa, o que faz com que Américo seja um dos prováveis autores da vitória.

### Corinthians
Chegou ao Corinthians em 1914, e estreou no dia 10 de maio, contra o Internacional de São Paulo. A partida aconteceu no estádio do Parque Antártica, sob mando de campo do Internacional e valia pelo Campeonato Paulista de 1914 . O Timão ganhou de 3 a 2 e Américo marcou um dos gols da vitória corintiana. Nas duas partidas seguintes, que também aconteceram no Parque Antártica, o time alvinegro venceria o Minas Gerais (por 2 a 1) e a Germânia (por 3 a 1) e Américo marcaria um gol em cada uma, chegando à ascendente marca de 3 gols em apenas 3 jogos. No entanto, marcaria apenas 1 gol nas 7 partidas seguintes que realizaria naquele ano.
Ao fim da temporada da temporada de 1914, Américo já havia faturado seu primeiro título pelo Timão: o Campeonato Paulista de 1914, torneio que o Corinthians conquistou de forma invicta, com 10 vitórias em 10 jogos.
Dois anos mais tarde Américo conquistaria mais um título pelo Timão: o Campeonato Paulista de 1916, também conquistado de forma invicta (novamente com 10 vitórias em 10 jogos). Este foi o segundo dos três títulos que Américo conquistou pela camisa alvinegra, e o último oficial. Nos cinco anos seguintes em que atuou pelo Timão, ele faturou apenas o Torneio Início de 1919, título não-oficial pelo fato de todos os times terem jogado suas partidas em apenas um dia (26 de janeiro de 1919).
Não foi apenas por causa de sua habilidade que Américo ficou marcado como um dos maiores jogadores da história do Corinthians. É lembrado também por um gol que marcou sobre o rival Palestra Itália (atualmente conhecido como Palmeiras e até hoje o maior rival da história do Timão). A partida onde marcou este gol ocorreu na data de 9 de novembro de 1919, no Parque Antártica, valendo o Campeonato Paulista de 1919. Aos 37 minutos do segundo tempo, Américo conseguiu acertar as redes do Palestra Itália, marcando o único gol da vitória do Timão por 1 a 0. A vitória foi bastante significativa para a história do Corinthians, pois foi a primeira vez que o Timão ganhou do Palestra Itália em jogos de campeonato (só vencera o time até então em amistosos).
Durante os tempos em que jogou pelo Corinthians, ou seja, entre os anos de 1914 e 1921, Américo atuou em 154 jogos em 49 gols e conquistou dois campeonatos paulistas, além do Torneio Início de 1919.
Américo permaneceria no Corinthians até 1921. Após 7 anos atuando pelo Timão, Américo se transferiu para o maior rival do time alvinegro, o Palestra Itália.
PALESTRA ITALIA
Jogou por lá em 1915, por duas oportunidades, inclusive na estreia contra a equipe do Savoia de Sorocaba. Veio de empréstimo do Corinthians, visto que o jornal fanfulla tinha convocado todos os jogadores de origem italiana para ajudar nessa empreitada. Os jogadores convocados foram, Bianco, Fúlvio Benti, Francisco Police, Américo Tilly Fiaschi e Amílcar Barbuy. Todos eles jogaram na primeira partida da equipe Palestrina. O primeiro gol foi de Bianco, com assistência de Fiaschi.
Seu apelido era arrepiado, e era conhecido pelo último passe de qualidade. Teve muitos jogos não computados, no período de 1921 até 1923 o que era comum à época devido ao grande número de amistosos. Quase todos os gols se originavam de seus passes.
Em 1924 atuou sete vezes e fez um gol. Era famoso por dar o último passe, que hoje chamamos de assistência. Contudo na época não se computava essa estatística.
Em 1925, seu último ano no futebol, atuou em duas partidas oficiais, sendo o único ano, em toda sua carreira que não foi titular.

## Títulos
- Campeonato Paulista de 1914 (invicto) - CORINTHIANS
- Campeonato Paulista de 1916 (invicto) - CORINTHIANS
- Taça Guarani (Palestra Itália 4 x 1 Seleção Paraguai): 1922.
- Copa Atílio Narâncio (Palestra Itália 3 x 1 Universal-URU)':' 1923.

## Ligações Externas
1. ↑  «100X CORINTHIANS: GRANDES ÍDOLOS - AMÉRICO FIASCHI». Consultado em 23 de dezembro de 2011
2. ↑  «Ídolos Ademir da Guia e Dudu visitarão loja oficial do Shopping SP Market». www.palmeiras.com.br. Consultado em 30 de agosto de 2021
3. ↑  Vieira, Benedicta Maria Duque (30 de dezembro de 2016). «Uma educação de há 100 anos». Ler História (69): 107–121. ISSN 0870-6182. doi:10.4000/lerhistoria.2497. Consultado em 30 de agosto de 2021
4. ↑  «BIANCO – Palmeiras». www.palmeiras.com.br. Consultado em 30 de agosto de 2021
5. ↑  «Américo Fiaschi - Verdazzo». Consultado em 30 de agosto de 2021